# Mauritische Davis-Cup-Mannschaft
Die mauritische Davis-Cup-Mannschaft ist die Tennisnationalmannschaft von Mauritius, die den Inselstaat im Davis Cup vertritt.

## Geschichte
Mauritius nahmen 2000 erstmals am Davis Cup teil. Die Mannschaft schaffte im ersten Jahr den Aufstieg aus der Europa/Afrika Zone Gruppe IV in die Gruppe III und erreichte im zweiten Jahr, 2001, als fünftplatziertes Team in der Gruppe III ihr bestes Ergebnis. 2002 erfolgte jedoch der Wiederabstieg in die Gruppe IV, bis Mauritius 2006 der erneute Aufstieg in die Gruppe III gelang. Das folgende Jahr (2007) war zugleich das bisher letzte Jahr, in dem Mauritius eine Mannschaft zu dem Bewerb entsandte.
Erfolgreichster Spieler war bisher Kamil Patel mit 18 Siegen und 11 Niederlagen. Er ist gleichzeitig auch Rekordspieler mit 18 Teilnahmen in vier Jahren.

## Letztes Team
Die bisher letzte Mannschaft (aus dem Jahr 2007) bestand aus folgenden Spielern:
- Kamil Patel
- Bruno Gorayah
- Jean-Marcel Bourgault du Coudray